# Seven de la República 1999
El Seven de la República de 1999 fue la décimo-séptima edición del torneo de rugby 7 de fin de temporada para uniones regionales afiliadas a la Unión Argentina de Rugby y la undécima en ser organizada en la ciudad de Paraná, Entre Ríos. Se llevó a cabo el 20 y 21 de noviembre de 1999 en El Plumazo, sede del Club Atlético Estudiantes de Paraná.
Por tercer año consecutivo se enfrentaron en la final los seleccionado de la Unión de Rugby de Rosario y la Unión de Rugby de Buenos Aires, imponiéndose en esta ocasión el equipo porteño 19-0 y consiguiendo su sexto título. La Unión de Rugby de Salta se quedó con la Copa de Plata (9.º al 16.º puesto) y Brasil con la Copa de Bronce (17.º al 25.º).
El centro entrerriano Martín Gaitán marcó un try en la final para Buenos Aires y fue elegido como el mejor jugador del torneo. Ramiro Pez y Francisco Leonelli fueron el máximo anotador y tryman del torneo, respectivamente, jugando para el seleccionado de Córdoba.

## Equipos participantes
Participaron del torneo veinticinco equipos: veintiún uniones provinciales y cuatro selecciones nacionales de Sudamérica.
| Equipo              | Unión                                                     |
| ------------------- | --------------------------------------------------------- |
| Alto Valle          | Unión de Rugby del Alto Valle de Río Negro y Neuquén      |
| Austral             | Unión de Rugby Austral                                    |
| Brasil              | Associação Brasileira de Rugby                            |
| Buenos Aires        | Unión de Rugby de Buenos Aires                            |
| Centro              | Unión de Rugby del Centro de la Provincia de Buenos Aires |
| Chile               | Federación de Rugby de Chile                              |
| Córdoba             | Unión Cordobesa de Rugby                                  |
| Cuyo                | Unión de Rugby de Cuyo                                    |
| Entre Ríos          | Unión Entrerriana de Rugby                                |
| Formosa             | Unión de Rugby de Formosa                                 |
| Jujuy               | Unión Jujeña de Rugby                                     |
| La Rioja            | Unión Riojana de Rugby                                    |
| Mar del Plata       | Unión de Rugby de Mar del Plata                           |
| Misiones            | Unión de Rugby de Misiones                                |
| Nordeste            | Unión de Rugby del Nordeste                               |
| Oeste               | Unión de Rugby del Oeste de Buenos Aires                  |
| Paraguay            | Unión de Rugby del Paraguay                               |
| Rosario             | Unión de Rugby de Rosario                                 |
| Salta               | Unión de Rugby de Salta                                   |
| San Juan            | Unión Sanjuanina de Rugby                                 |
| Santa Fe            | Unión Santafesina de Rugby                                |
| Santiago del Estero | Unión Santiagueña de Rugby                                |
| Sur                 | Unión de Rugby del Sur                                    |
| Tucumán             | Unión de Rugby de Tucumán                                 |
| Uruguay             | Unión de Rugby del Uruguay                                |

En cursiva los seleccionados internacionales invitados.

## Formato
Los veinticinco equipos fueron divididos en ocho grupos, siete de tres equipos y uno de cuatro. Cada grupo se resolvió con el sistema de todos contra todos a una sola ronda; la victoria otorgando 2 puntos, el empate 1 y la derrota 0 puntos.

Los primeros de cada grupo clasificaron a la Copa de Oro, los segundos a la Copa de Plata y los terceros a la Copa de Bronce, las cuales se resolvieron a eliminación directa.

## Fase de grupos
| Pos. | Equipos  | Partidos | Partidos | Partidos | Tantos | Tantos | Tantos | Pts. |
| Pos. | Equipos  | G        | E        | P        | PF     | PC     | DP     | Pts. |
| ---- | -------- | -------- | -------- | -------- | ------ | ------ | ------ | ---- |
| 1.°  | Rosario  | 2        | 0        | 0        | 63     | 14     | +49    | 4    |
| 2.°  | Uruguay  |          |          |          |        |        |        |      |
| 3.°  | La Rioja |          |          |          |        |        |        |      |

|  | Rosario | 37 - 0  | La Rioja |  |  |
|  |         | Reporte |          |  |  |

|  | Rosario | 26 - 14 | Uruguay |  |  |
|  |         | Reporte |         |  |  |

|  | Uruguay | - | La Rioja |  |  |

| Pos. | Equipos         | Partidos | Partidos | Partidos | Tantos | Tantos | Tantos | Pts. |
| Pos. | Equipos         | G        | E        | P        | PF     | PC     | DP     | Pts. |
| ---- | --------------- | -------- | -------- | -------- | ------ | ------ | ------ | ---- |
| 1.°  | Buenos Aires    | 2        | 0        | 0        | 93     | 0      | +93    | 4    |
| 2.°  | Sgo. del Estero | 1        | 0        | 1        | 35     | 43     | -8     | 2    |
| 3.°  | Brasil          | 0        | 0        | 2        | 21     | 50     | -29    | 0    |

|  | Buenos Aires | 43 - 0  | S. del Estero |  |  |
|  |              | Reporte |               |  |  |

|  | Buenos Aires | 50 - 0  | Brasil |  |  |
|  |              | Reporte |        |  |  |

|  | S. del Estero | 35 - 21 | Brasil |  |  |
|  |               | Reporte |        |  |  |

| Pos. | Equipos       | Partidos | Partidos | Partidos | Tantos | Tantos | Tantos | Pts. |
| Pos. | Equipos       | G        | E        | P        | PF     | PC     | DP     | Pts. |
| ---- | ------------- | -------- | -------- | -------- | ------ | ------ | ------ | ---- |
| 1.°  | Santa Fe      |          |          |          |        |        |        |      |
| 2.°  | Mar del Plata |          |          |          |        |        |        |      |
| 3.°  | Jujuy         |          |          |          |        |        |        |      |

|  | Santa Fe | - | Mar del Plata |  |  |

|  | Santa Fe | - | Jujuy |  |  |

|  | Mar del Plata | - | Jujuy |  |  |

| Pos. | Equipos  | Partidos | Partidos | Partidos | Tantos | Tantos | Tantos | Pts. |
| Pos. | Equipos  | G        | E        | P        | PF     | PC     | DP     | Pts. |
| ---- | -------- | -------- | -------- | -------- | ------ | ------ | ------ | ---- |
| 1.°  | Cuyo     | 2        | 0        | 0        | 59     | 10     | +49    | 4    |
| 2.°  | Sur      |          |          |          |        |        |        |      |
| 3.°  | Misiones |          |          |          |        |        |        |      |

|  | Cuyo | 31 - 5  | Sur |  |  |
|  |      | Reporte |     |  |  |

|  | Cuyo | 28 - 5  | Misiones |  |  |
|  |      | Reporte |          |  |  |

|  | Sur | - | Misiones |  |  |

| Pos. | Equipos    | Partidos | Partidos | Partidos | Tantos | Tantos | Tantos | Pts. |
| Pos. | Equipos    | G        | E        | P        | PF     | PC     | DP     | Pts. |
| ---- | ---------- | -------- | -------- | -------- | ------ | ------ | ------ | ---- |
| 1.°  | Alto Valle | 1        | 1        | 0        | 53     | 12     | +41    | 3    |
| 2.°  | Salta      | 1        | 1        | 0        |        |        |        | 3    |
| 3.°  | Centro     | 0        | 0        | 2        |        |        |        | 0    |

|  | Alto Valle | 41 - 0  | Centro |  |  |
|  |            | Reporte |        |  |  |

|  | Centro | - | Salta |  |  |

|  | Alto Valle | 12 - 12 | Salta |  |  |
|  |            | Reporte |       |  |  |

| Pos. | Equipos  | Partidos | Partidos | Partidos | Tantos | Tantos | Tantos | Pts. |
| Pos. | Equipos  | G        | E        | P        | PF     | PC     | DP     | Pts. |
| ---- | -------- | -------- | -------- | -------- | ------ | ------ | ------ | ---- |
| 1.°  | San Juan | 2        | 0        | 0        | 47     | 12     | +35    | 4    |
| 2.°  | Nordeste |          |          |          |        |        |        |      |
| 3.°  | Oeste    |          |          |          |        |        |        |      |

|  | San Juan | 7 - 5   | Nordeste |  |  |
|  |          | Reporte |          |  |  |

|  | San Juan | 40 - 7  | Oeste |  |  |
|  |          | Reporte |       |  |  |

|  | Nordeste | - | Oeste |  |  |

| Pos. | Equipos    | Partidos | Partidos | Partidos | Tantos | Tantos | Tantos | Pts. |
| Pos. | Equipos    | G        | E        | P        | PF     | PC     | DP     | Pts. |
| ---- | ---------- | -------- | -------- | -------- | ------ | ------ | ------ | ---- |
| 1.°  | Tucumán    |          |          |          |        |        |        |      |
| 2.°  | Entre Ríos |          |          |          |        |        |        |      |
| 3.°  | Formosa    |          |          |          |        |        |        |      |

|  | Tucumán | - | Entre Ríos |  |  |

|  | Tucumán | - | Formosa |  |  |

|  | Entre Ríos | - | Formosa |  |  |

| Pos. | Equipos  | Partidos | Partidos | Partidos | Tantos | Tantos | Tantos | Pts. |
| Pos. | Equipos  | G        | E        | P        | PF     | PC     | DP     | Pts. |
| ---- | -------- | -------- | -------- | -------- | ------ | ------ | ------ | ---- |
| 1.°  | Córdoba  |          |          |          |        |        |        |      |
| 2.°  | Chile    |          |          |          |        |        |        |      |
|      | Austral  |          |          |          |        |        |        |      |
|      | Paraguay |          |          |          |        |        |        |      |

|  | Córdoba | - | Chile |  |  |

|  | Córdoba | - | Austral |  |  |

|  | Córdoba | - | Paraguay |  |  |

|  | Chile | - | Austral |  |  |

|  | Chile | - | Paraguay |  |  |

|  | Austral | G.P. - P.P. | Paraguay |  |  |
|  |         | Reporte     |          |  |  |

## Fase final

### Copa de Oro
|  | Cuartos de final | Cuartos de final | Cuartos de final |              |              | Semifinales  | Semifinales | Semifinales |            |            | Final      | Final      | Final |  |
|  |                  |                  |                  |              |              |              |             |             |            |            |            |            |       |  |
|  |                  |                  |                  |              |              |              |             |             |            |            |            |            |       |  |
|  | A                | Rosario          | 12               |              |              |              |             |             |            |            |            |            |       |  |
|  | A                | Rosario          | 12               |              |              |              |             |             |            |            |            |            |       |  |
|  | H                | Córdoba          | 10               |              |              |              |             |             |            |            |            |            |       |  |
|  | H                | Córdoba          | 10               |              | Rosario      | Rosario      | 17          |             |            |            |            |            |       |  |
|  |                  |                  |                  |              | Rosario      | Rosario      | 17          |             |            |            |            |            |       |  |
|  |                  |                  | Cuyo             | Cuyo         | 0            |              |             |             |            |            |            |            |       |  |
|  | D                | Cuyo             | Cuyo             | Cuyo         | 0            | 17           |             |             |            |            |            |            |       |  |
|  | D                | Cuyo             |                  |              |              |              |             |             |            |            |            |            |       |  |
|  | E                | Alto Valle       | 12               |              |              |              |             |             |            |            |            |            |       |  |
|  | E                | Alto Valle       | 12               |              |              |              |             |             |            | Rosario    | Rosario    | 0          |       |  |
|  |                  |                  |                  |              |              |              |             |             |            | Rosario    | Rosario    | 0          |       |  |
|  |                  |                  | Buenos Aires     | Buenos Aires | 19           |              |             |             |            |            |            |            |       |  |
|  | B                | Buenos Aires     | Buenos Aires     | Buenos Aires | 19           | 21           |             |             |            |            |            |            |       |  |
|  | B                | Buenos Aires     |                  |              |              |              |             |             |            |            |            |            |       |  |
|  | G                | Tucumán          | 0                |              |              |              |             |             |            |            |            |            |       |  |
|  | G                | Tucumán          | 0                |              | Buenos Aires | Buenos Aires | 19          |             |            | 5.° puesto | 5.° puesto | 5.° puesto |       |  |
|  |                  |                  |                  |              | Buenos Aires | Buenos Aires | 19          |             |            | 5.° puesto | 5.° puesto | 5.° puesto |       |  |
|  |                  |                  | San Juan         | San Juan     | 7            |              |             |             |            |            |            |            |       |  |
|  | C                | Santa Fe         | San Juan         | San Juan     | 7            | 7            |             |             | Alto Valle | Alto Valle | 14         |            |       |  |
|  | C                | Santa Fe         |                  |              |              |              |             |             | Alto Valle | Alto Valle | 14         |            |       |  |
|  | F                | San Juan         | 12               |              |              |              |             |             |            |            | Córdoba    | Córdoba    | 7     |  |
|  | F                | San Juan         | 12               |              |              |              |             |             |            |            | Córdoba    | Córdoba    | 7     |  |
|  |                  |                  |                  |              |              |              |             |             |            |            |            |            |       |  |

### Copa de Plata
|  | Cuartos de final | Cuartos de final | Cuartos de final |               |      | Semifinales | Semifinales | Semifinales |    |  | Final | Final | Final |  |
|  |                  |                  |                  |               |      |             |             |             |    |  |       |       |       |  |
|  |                  |                  |                  |               |      |             |             |             |    |  |       |       |       |  |
|  | A                |                  |                  |               |      |             |             |             |    |  |       |       |       |  |
|  |                  |                  |                  |               |      |             |             |             |    |  |       |       |       |  |
|  | H                |                  |                  |               |      |             |             |             |    |  |       |       |       |  |
|  |                  | Uruguay          | Uruguay          | P.P.          |      |             |             |             |    |  |       |       |       |  |
|  |                  |                  |                  | P.P.          |      |             |             |             |    |  |       |       |       |  |
|  |                  |                  | Salta            | Salta         | G.P. |             |             |             |    |  |       |       |       |  |
|  | D                |                  | Salta            | Salta         | G.P. |             |             |             |    |  |       |       |       |  |
|  |                  |                  |                  |               |      |             |             |             |    |  |       |       |       |  |
|  | E                |                  |                  |               |      |             |             |             |    |  |       |       |       |  |
|  |                  |                  |                  |               |      |             | Salta       | Salta       | 26 |  |       |       |       |  |
|  |                  |                  |                  |               |      |             |             |             | 26 |  |       |       |       |  |
|  |                  |                  | Mar del Plata    | Mar del Plata | 7    |             |             |             |    |  |       |       |       |  |
|  | B                |                  | Mar del Plata    | Mar del Plata | 7    |             |             |             |    |  |       |       |       |  |
|  |                  |                  |                  |               |      |             |             |             |    |  |       |       |       |  |
|  | G                |                  |                  |               |      |             |             |             |    |  |       |       |       |  |
|  |                  | Entre Ríos       | Entre Ríos       | P.P.          |      |             |             |             |    |  |       |       |       |  |
|  |                  |                  |                  | P.P.          |      |             |             |             |    |  |       |       |       |  |
|  |                  |                  | Mar del Plata    | Mar del Plata | G.P. |             |             |             |    |  |       |       |       |  |
|  | C                |                  | Mar del Plata    | Mar del Plata | G.P. |             |             |             |    |  |       |       |       |  |
|  |                  |                  |                  |               |      |             |             |             |    |  |       |       |       |  |
|  | F                |                  |                  |               |      |             |             |             |    |  |       |       |       |  |
|  |                  |                  |                  |               |      |             |             |             |    |  |       |       |       |  |
|  |                  |                  |                  |               |      |             |             |             |    |  |       |       |       |  |

### Copa de Bronce
|  | Cuartos de final | Cuartos de final | Cuartos de final |        |        | Semifinales | Semifinales | Semifinales |    |  | Final | Final | Final |  |
|  |                  |                  |                  |        |        |             |             |             |    |  |       |       |       |  |
|  |                  |                  |                  |        |        |             |             |             |    |  |       |       |       |  |
|  | A                |                  |                  |        |        |             |             |             |    |  |       |       |       |  |
|  |                  |                  |                  |        |        |             |             |             |    |  |       |       |       |  |
|  | H                |                  |                  |        |        |             |             |             |    |  |       |       |       |  |
|  |                  | La Rioja         | La Rioja         | G.P.   |        |             |             |             |    |  |       |       |       |  |
|  |                  |                  |                  | G.P.   |        |             |             |             |    |  |       |       |       |  |
|  |                  |                  | Centro           | Centro | P.P.   |             |             |             |    |  |       |       |       |  |
|  | D                |                  | Centro           | Centro | P.P.   |             |             |             |    |  |       |       |       |  |
|  |                  |                  |                  |        |        |             |             |             |    |  |       |       |       |  |
|  | E                |                  |                  |        |        |             |             |             |    |  |       |       |       |  |
|  |                  |                  |                  |        |        |             | La Rioja    | La Rioja    | 14 |  |       |       |       |  |
|  |                  |                  |                  |        |        |             |             |             | 14 |  |       |       |       |  |
|  |                  |                  | Brasil           | Brasil | 19     |             |             |             |    |  |       |       |       |  |
|  | B                | Brasil           | Brasil           | Brasil | 19     | 17          |             |             |    |  |       |       |       |  |
|  | B                | Brasil           |                  |        |        |             |             |             |    |  |       |       |       |  |
|  | H                | Paraguay         | 5                |        |        |             |             |             |    |  |       |       |       |  |
|  | H                | Paraguay         | 5                |        | Brasil | Brasil      | 14          |             |    |  |       |       |       |  |
|  |                  |                  |                  |        | Brasil | Brasil      | 14          |             |    |  |       |       |       |  |
|  |                  |                  | Jujuy            | Jujuy  | 12     |             |             |             |    |  |       |       |       |  |
|  | C                |                  | Jujuy            | Jujuy  | 12     |             |             |             |    |  |       |       |       |  |
|  |                  |                  |                  |        |        |             |             |             |    |  |       |       |       |  |
|  | F                |                  |                  |        |        |             |             |             |    |  |       |       |       |  |
|  |                  |                  |                  |        |        |             |             |             |    |  |       |       |       |  |
|  |                  |                  |                  |        |        |             |             |             |    |  |       |       |       |  |

## Tabla de posiciones
La tabla de posiciones al finalizar el torneo:
| 1.°  | Buenos Aires    | 5 | 0 | 0 | 152 | 7  | +145 |
| 2.°  | Rosario         | 4 | 0 | 1 | 82  | 43 | +39  |
| 3.°  | San Juan        | 3 | 0 | 1 | 66  | 38 | +28  |
| 4.°  | Cuyo            | 3 | 0 | 1 | 76  | 39 | +37  |
| 5.°  | Alto Valle      | 2 | 1 | 1 | 79  | 36 | +43  |
| 6.°  | Santa Fe        |   |   |   |     |    |      |
| 7.°  | Tucumán         |   |   |   |     |    |      |
| 8.°  | Córdoba         |   |   |   |     |    |      |
| 9.°  | Salta           |   |   |   |     |    |      |
| 10.° | Mar del Plata   |   |   |   |     |    |      |
| 11.° | Uruguay         |   |   |   |     |    |      |
| 12.° | Entre Ríos      |   |   |   |     |    |      |
| 13.° | Nordeste        |   |   |   |     |    |      |
| 14.° | Chile           |   |   |   |     |    |      |
| 15.° | Sur             |   |   |   |     |    |      |
| 16.° | Sgo. del Estero |   |   |   |     |    |      |
| 17.° | Brasil          | 3 | 0 | 2 | 71  | 81 | -10  |
| 18.° | La Rioja        |   |   |   |     |    |      |
| 19.° | Jujuy           |   |   |   |     |    |      |
| 20.° | Centro          |   |   |   |     |    |      |
| 21.° | Paraguay        |   |   |   |     |    |      |
| 22.° | Austral         |   |   |   |     |    |      |
| 23.° | Misiones        |   |   |   |     |    |      |
| 24.° | Oeste           |   |   |   |     |    |      |
| 25.° | Formosa         |   |   |   |     |    |      |

|  | Campeón Copa de Oro.    |
|  | Campeón Copa de Plata.  |
|  | Campeón Copa de Bronce. |

|                      |
| Buenos Aires Campeón |
| Sexto título         |